# Wyrębów (województwo świętokrzyskie)
Wyrębów – wieś w Polsce położona w województwie świętokrzyskim, w powiecie koneckim, w gminie Radoszyce.
W latach 1975–1998 miejscowość administracyjnie należała do województwa kieleckiego.
Przez miejscowość przepływa niewielka rzeka Plebanka dopływ Czarnej.
Wierni Kościoła rzymskokatolickiego należą do parafii NMP Królowej Świata w Węgrzynie.